# Abylidae
De Abylidae zijn een familie van ongewervelde zeedieren in de orde Siphonophorae. Ze zijn koloniaal, waarvan de kolonies lijken op kwallen; hoewel ze een enkel organisme lijken te zijn, is elk exemplaar eigenlijk een kolonie van Siphonophorae. 
De familie bevat de volgende taxa:
- Onderfamilie Abylinae L. Agassiz, 1862
  - Geslacht Abyla Quoy & Gaimard, 1827
    - Abyla bicarinata Moser, 1925
    - Abyla haeckeli Lens & van Reimsdijk, 1908
    - Abyla trigona Quoy & Gaimard, 1827

  - Geslacht Ceratocymba Chun, 1888
    - Ceratocymba dentata (Bigelow, 1918)
    - Ceratocymba leuckarti (Huxley, 1859)
    - Ceratocymba sagittata Quoy & Gaimard, 1827
- Onderfamilie Abylopsinae Totton, 1954
  - Geslacht Abylopsis Chun, 1888
    - Abylopsis eschscholtzi Huxley, 1859
    - Abylopsis tetragona Otto, 1823

  - Geslacht Bassia L. Agassiz, 1862
    - Bassia bassensis Quoy & Gaimard, 1827

  - Geslacht Enneagonum Quoy & Gaimard, 1827
    - Enneagonum hyalinum Quoy & Gaimard, 1827